# Kokshetau
Kokshetau (Көкшетау, em cazaque; Кокшетау, em russo), também chamada Koksetau, Köksetau, é uma cidade localizada no norte do Cazaquistão. É a capital da província de Aqmola. Foi fundada em 1824. Em 2006, sua população era de 124.277 habitantes.
A cidade é servida pelo Aeroporto de Kokshetau, que dispõe de voos para Almaty e Petropavlovsk. Kokshetau é conectada por uma ferrovia com a Rússia.

Localização de Kokshetau no Cazaquistão